# Vankaner
 (août 2010).
Si vous disposez d'ouvrages ou d'articles de référence ou si vous connaissez des sites web de qualité traitant du thème abordé ici, merci de compléter l'article en donnant les références utiles à sa vérifiabilité et en les liant à la section « Notes et références ».
Vankaner (ou Wankaner) était un État princier des Indes, dirigé par des souverains qui portèrent le titre de "radjah" puis de "maharana" et qui subsista jusqu'en 1948. Il fut depuis intégrer à l'État du Goujerat.

## Liste des radjahs puis maharanas de Vankaner
- 1787-1839 Chandrasinhji II (+1839)
- 1839-1860 Wakhatsinhji (+1860)
- 1860-1881 Banesinhji (1842-1881)
- 1881-1948 Amarsinhji (1879-1954)